# La Rochette (Alte Alpi)
La Rochette è un comune francese di 403 abitanti situato nel dipartimento delle Alte Alpi nella regione della Provenza-Alpi-Costa Azzurra.

## Società

### Evoluzione demografica
Abitanti censiti